# Гутище (Гомельская область)
 Гутище (бел. Гуцішча) — деревня в Болотнянском сельсовете Рогачёвского района Гомельской области Беларуси.

## География

### Расположение
В 39 км на северо-восток от районного центра и железнодорожной станции Рогачёв (на линии Могилёв — Жлобин), 103 км от Гомеля.

### Гидрография
На реке Гутлянка (приток реки Днепр).

## Транспортная сеть
Транспортные связи по просёлочной, затем автомобильной дороге Довск — Славгород). Планировка состоит из 2 параллельных между собой улиц, близких к широтной ориентации и соединённых короткой улицей. Застройка деревянная усадебного типа.

## История
По письменным источникам известна с начала XIX века как селение в Довской волости Рогачёвского уезда Могилёвской губернии. В 1858 году владение помещицы Хутиковой. В 1873 году помещик владел 513 десятинами земли и водяной мельницей. Согласно переписи 1897 года действовал хлебозапасный магазин. В 1909 году в деревне 353 десятины земли, в фольварке 534 десятины земли. В 1930 году организован колхоз имени Р. Люксембург, работали 2 ветряные мельницы, кузница. Во время Великой Отечественной войны в 1943 году каратели сожгли 10 дворов. 23 жителя не вернулись с фронтов. Согласно переписи 1959 года в составе колхоза имени В. И. Ленина (центр — деревня Болотня).

## Население

### Численность
- 2004 год — 36 хозяйств, 73 жителя.

### Динамика
- 1858 год — 17 дворов.
- 1897 год — 38 дворов, 239 жителей (согласно переписи).
- 1909 год — в деревне — 45 дворов 286 жителей, в фольварке — 13 жителей.
- 1940 год — 73 двора.
- 1959 год — 302 жителя (согласно переписи).
- 2004 год — 36 хозяйств, 73 жителя.